# Relations entre Madagascar et la Russie
Les relations entre Madagascar et la Russie sont des relations internationales s'exerçant entre la république de Madagascar, un pays insulaire de l'océan Indien et la fédération de Russie, un État transcontinental, à cheval sur l’Asie du Nord et sur l’Europe, et. Elles sont structurées par deux ambassades, l'ambassade de Russie à Madagascar et l'ambassade de Madagascar en Russie.

## Histoire
L'établissement de relations diplomatiques entre Madagascar et l’URSS a débuté le 29 septembre 1972.
Le New York Times a rapporté l’intervention d’agents liés au milliardaire russe Evgueni Prigojine lors de l’élection présidentielle malgache de 2018. Le média américain affirme que des sommes d’argent aurait été utilisées pour soudoyer des journalistes et des personnalités publiques afin d'influencer le résultat des élections. L'un des principaux objectifs de cette campagne d'ingérence russe aurait été de protéger « l’emprise militaire et commerciale croissante » d’Evgueni Prigojine en Afrique. Ces accusations d’ingérence de Moscou dans l’élection présidentielle de 2018 ont également été relayées par une estimation des renseignements américains rendue publique en septembre 2022.
Le 28 septembre 2018, la Russie et Madagascar signent un protocole d’accord de coopération militaire. Ce protocole est ratifié le 18 janvier 2022 et suscite alors la polémique dans l’île.
Le 2 mars 2022, le Premier ministre malgache Christian Ntsay affirme que Madagascar ne prendra pas parti contre Moscou après l’invasion de l'Ukraine par la Russie en 2022.
En septembre 2022, l’ambassadeur de Russie à Madagascar Andrey Andreev réaffirme son soutien à la république de Madagascar dans sa volonté de reconquérir les Îles Éparses de l'océan Indien, sous domination française.
Le 18 octobre 2022, le ministre malgache des Affaires étrangères Richard Randriamandrato est limogé après avoir voté une résolution à l’ONU contre l’annexion de territoires ukrainiens par la Russie.